# Höglidtjärnen, Västerbotten
Höglidtjärnen är en sjö i Vindelns kommun i Västerbotten och ingår i Umeälvens huvudavrinningsområde. Sjön har en area på 0,0207 kvadratkilometer och ligger 251,9 meter över havet.

## Delavrinningsområde
Höglidtjärnen ingår i det delavrinningsområde (711427-167113) som SMHI kallar för Utloppet av Skivsjön. Medelhöjden är 223 meter över havet och ytan är 33,59 kvadratkilometer. Räknas de 4 avrinningsområdena uppströms in blir den ackumulerade arean 135,16 kvadratkilometer. Ramsan som avvattnar avrinningsområdet har biflödesordning 2, vilket innebär att vattnet flödar genom totalt 2 vattendrag innan det når havet efter 86 kilometer. Avrinningsområdet består mestadels av skog (53 procent) och sankmarker (19 procent). Avrinningsområdet har 5,15 kvadratkilometer vattenytor vilket ger det en sjöprocent på 15,3 procent.